# Джорджия Доум
«Джорджия Доум» (англ. Georgia Dome) — снесённый крытый стадион в городе Атланта (штат Джорджия, США), располагавшийся между центром города и районом Блафф. Стадион вмещал 74228 зрителей, но в особых случаях мог быть расширен до 80000. Являлся собственностью штата Джорджия. Стадион являлся домашним для команды НФЛ «Атланта Фэлконс», а также для команды «Джорджия Стэйт Пантерс». Стадион также принимал футбольные матчи с 2009 года.
До стадиона можно было добраться по синей и зелёной линиям Метрополитена Атланты.
Когда стадион открывался, он был самым большим крытым спортивным сооружением в мире. Но позже открылись более крупные «Купол тысячелетия» (1999, Лондон), «Доклэндс Стэдиум» (2000, Мельбурн) и Национальный стадион Сингапура (2015).

## История

### Снос
19 ноября 2017 года в Атланте (штат Джорджия) власти разрушили при помощи серии взрывов один из крупнейших крытых стадионов в США — «Джорджия Доум». Динамит был заложен под бетонные колонны в основании стадиона. Часть взрывчатки использовали для подрыва стальных опор купола здания.